# Niederlaasphe
Niederlaasphe (mundartlich Nerrerloase) ist ein Stadtteil von Bad Laasphe im nordrhein-westfälischen Kreis Siegen-Wittgenstein. Zum Ort gehört die Industriesiedlung Amalienhütte.

## Geographische Lage
Niederlaasphe schließt als letzter in Nordrhein-Westfalen gelegener Ort im Verlauf der Lahn direkt an den östlichen Ortsrand der Kernstadt an und erstreckt sich bis zur westfälisch-hessischen Landesgrenze, eingerahmt von den Bergen des Rothaargebirges und des Gladenbacher Berglandes.

## Geschichte

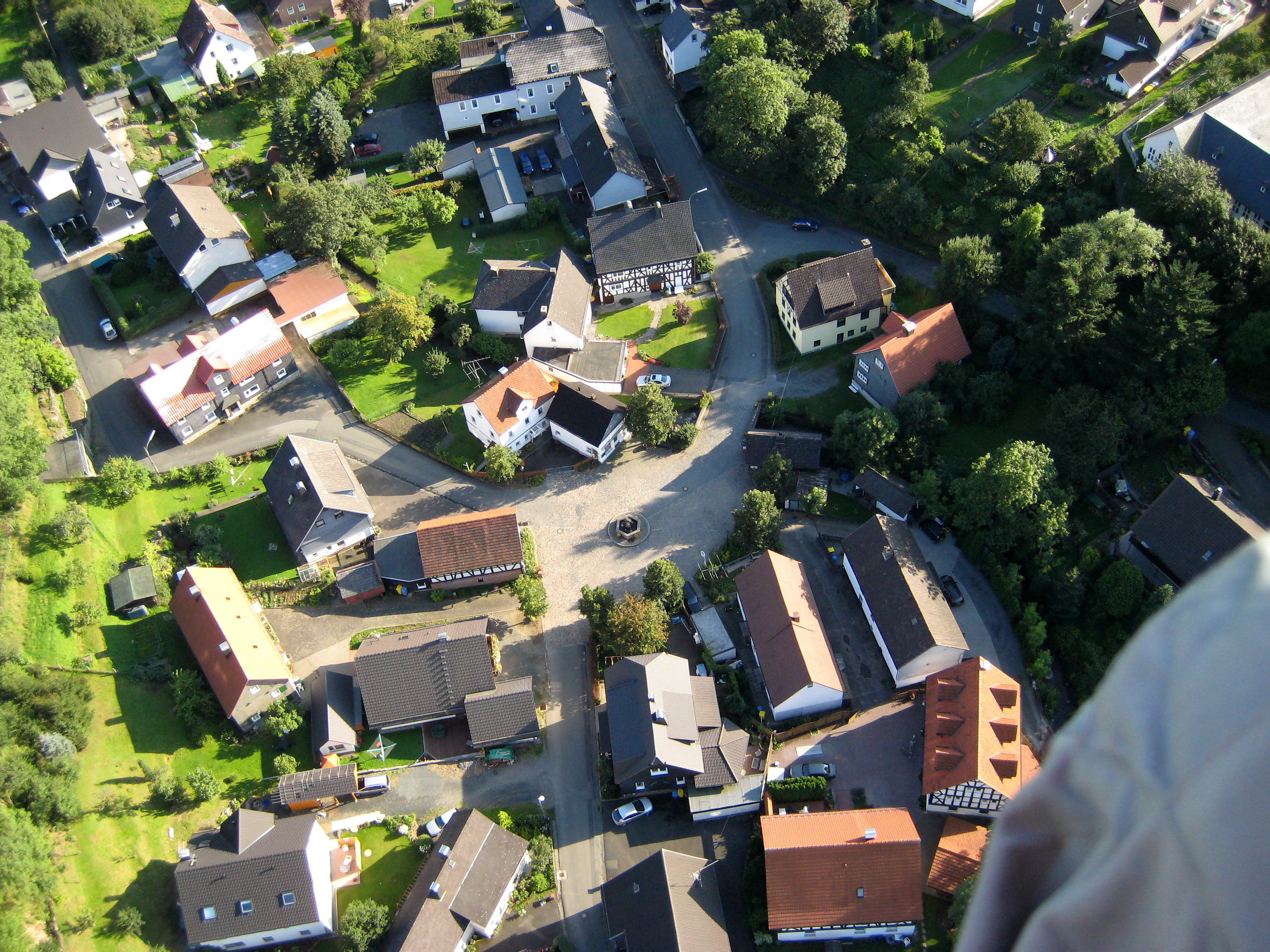
Luftaufnahme Dorfmittelpunkt Brückenplatz

1307 wurde die Ortschaft zum ersten Mal urkundlich erwähnt. Die Grafen zu Wittgenstein kauften damals die Dörfer Fischelbach, Hesselbach, Puderbach und Niederlaasphe von den Rittern zu Breidenbach.
Der Brückenplatz mit dem 1881 errichteten und nach wie vor genutzten Backhaus bildet das
historische Zentrum des Dorfes. Neben der Landwirtschaft prägten vor allem eine Mühle und die Amalienhütte die strukturelle und wirtschaftliche Entwicklung der Ortschaft.
Die Amalienhütte ging aus einem Hammerwerk hervor. Im Jahre 1848 erhielt Frau Amalie Jung die Baugenehmigung zur Errichtung eines Roheisenwerkes. 1859 floss das erste Roheisen aus dem Hochofen. Zu Ehren der Besitzerin erhielt das Werk seinen Namen.
Im Jahre 1932 erwarb die Firma Buderus aus Wetzlar die Amalienhütte. Sie schloss am 1. Oktober 1975. Teile der Amalienhütte mit dem angrenzenden Hüttenweiher sind noch vorhanden. Auf dem ehemaligen Werksgelände befindet sich heute das wirtschaftshistorisch bedeutende Industriemuseum Trafostation.
Am 1. Januar 1975 wurde Niederlaasphe in die Stadt Bad Laasphe (damals noch Laasphe) eingemeindet.
Unweit der Amalienhütte in den Lahnwiesen beginnt der von Schülern des Bad Laaspher Gymnasiums im Jahre 1998 angelegte Planetenlehrpfad. Hier werden die Ausmaße des Sonnensystems mit den Entfernungen und den Größen der Sonne und ihrer Planeten im Maßstab 1: 1.000.000.000 veranschaulicht. Der ca. 6 km lange Lehrpfad führt entlang eines befestigten und entsprechend ausgeschilderten Weges zum Bad Laaspher Ortsteil Laaspherhütte.
In den vergangenen Jahren nahm Niederlaasphe mehrfach mit Erfolg am Wettbewerb „Unser Dorf soll schöner werden“ teil. Neben zahlreichen ersten und zweiten Preisen konnten dabei auch mehrere bronzene und silberne Plaketten errungen werden. 1999 erhielt Niederlaasphe zudem einen Sonderpreis des Tourismusverbandes Siegen-Wittgenstein für die Vernetzung verschiedener touristischer Angebote in Verbindung mit dem Lahntal-Radweg. Im Jahr 2000 wurde die Ortschaft erneut mit der Bronzeplakette des Landes Nordrhein-Westfalen ausgezeichnet.

## Kultur und Sehenswürdigkeiten

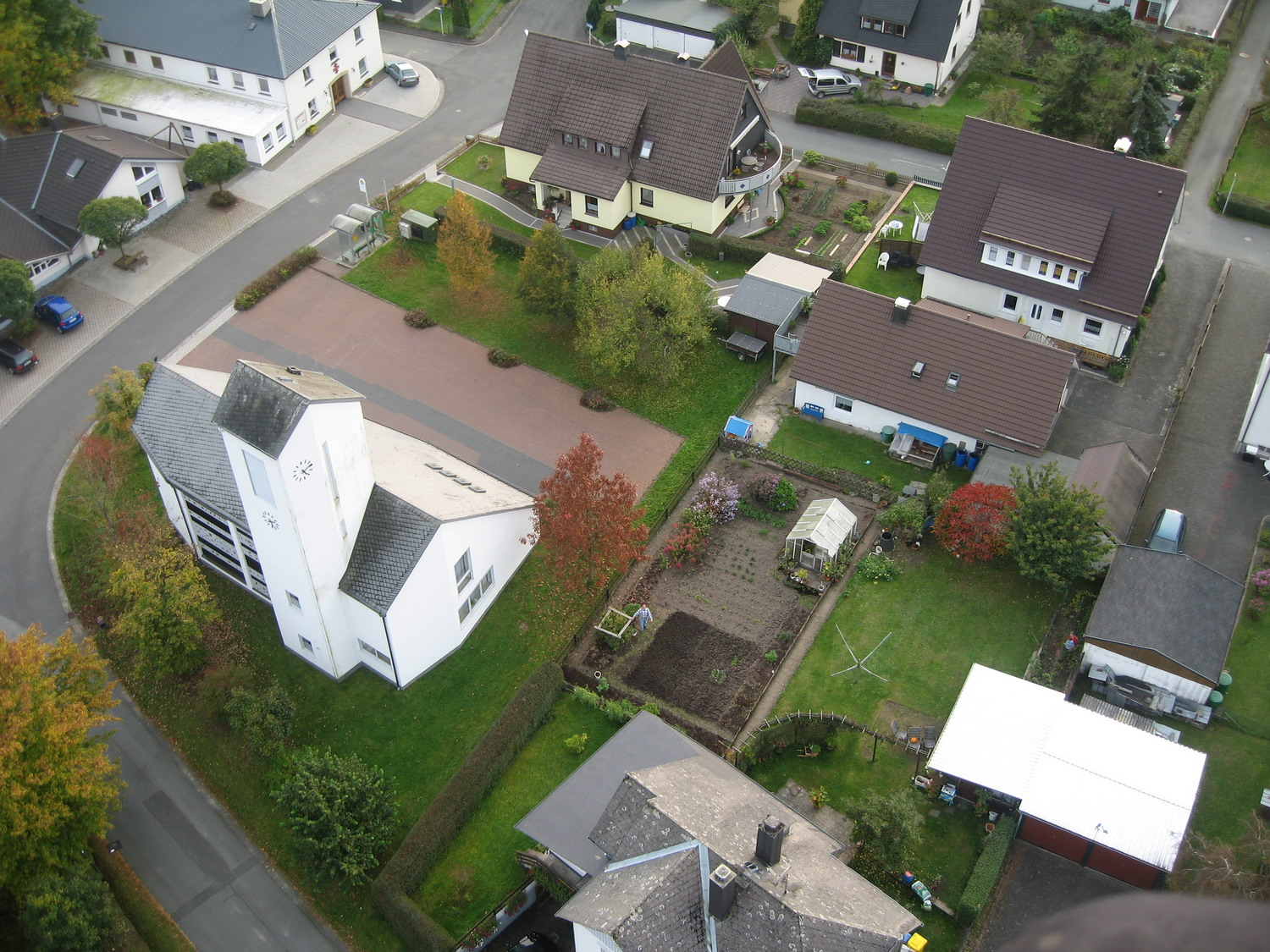
Evangelische Kirche Niederlaasphe

Aufgrund seiner Lage in unmittelbarer Nachbarschaft zum Bundesland Hessen bietet sich Niederlaasphe als Ausgangspunkt für Radwanderungen entlang der Lahn in Richtung Marburg an.
Das ehemalige Hammerwerk Amalienhütte wurde zu einem Industriemuseum umgewandelt. Es verfügt über eine umfangreiche Ausstellung, welche sich vor allem um das Transformatorgebäude und die Wassernutzung handelt.
Niederlaasphe hat seit 1955 mit 18 Lautsprechern eine „Dorfrufanlage“ installiert, über die die Bewohner Informationen über das aktuelle Dorfgeschehen erhalten. Es ist die einzige derartige Anlage Nordrhein-Westfalens.
In dem Ort gibt es einen Sportplatz des FV Niederlaasphe sowie eine evangelische Kirche aus dem Jahr 1967.
Unterhalb der Ortslage befindet sich der Hausberg „Entenberg“ (535 m), der ein beliebtes Wanderziel und einen Startpunkt für Gleitschirmflieger darstellt.

## Wirtschaft und Infrastruktur

### Verkehr

#### Straßenverkehr
Durch den Ort führt die Bundesstraße 62, die ihn mit Bad Laasphe und Wallau verbindet, wo sie auf die B 253 trifft.

#### Öffentliche Verkehrsmittel
Heute ist der Ort durch folgende Buslinie über die Haltestellen Abzw. Puderbach, Grundschule und Niederlaasphe Mitte an das ÖPNV-Netz des ZWS angebunden:
- R35: Bad Laasphe–Niederlaasphe–Wallau (und zurück)

An den Schienenverkehr ist der Ort über den am 6. Dezember 2009 neu eröffneten Haltepunkt Bad Laasphe-Niederlaasphe angebunden. Dieser liegt an der Oberen Lahntalbahn, ist 100 Meter lang und ist mit einem Glas-Wetterschutzhäuschen, das einen Fahrkartenautomaten, Fahrpläne und Sitzplätze beinhaltet, ausgestattet. Bedient wird er als Bedarfshalt.
| Linie | Verlauf | Takt                                      |
| ----- | --- | ----------------------------------------- |
| RB 94 | Obere Lahntalbahn: Marburg (Lahn) – Cölbe – Lahntal-Sarnau – Goßfelden – Sterzhausen – Caldern – Buchenau (Lahn) – Friedensdorf (Lahn) – Wilhelmshütte (Lahn) – Biedenkopf – Biedenkopf Campus – Wallau (Lahn) – Bad Laasphe-Niederlaasphe – Bad Laasphe – Feudingen – Oberndorf (Wittgenstein) – Leimstruth – Schameder – Erndtebrück ( – Hilchenbach – Kreuztal – Siegen Hbf – Betzdorf (Sieg)) (2 Zugpaare Samstags von/bis Betzdorf) Stand: Fahrplanwechsel Dezember 2021 | 120 min 60 min (Marburg–Laasphe werktags) |

Bis zu seiner Auflassung 1978 bestand bereits ein Bahnhof auf Niederlaaspher Gemarkung an der Amalienhütte, siehe dazu Amalienhütte#Bahnhof.

### Bildung

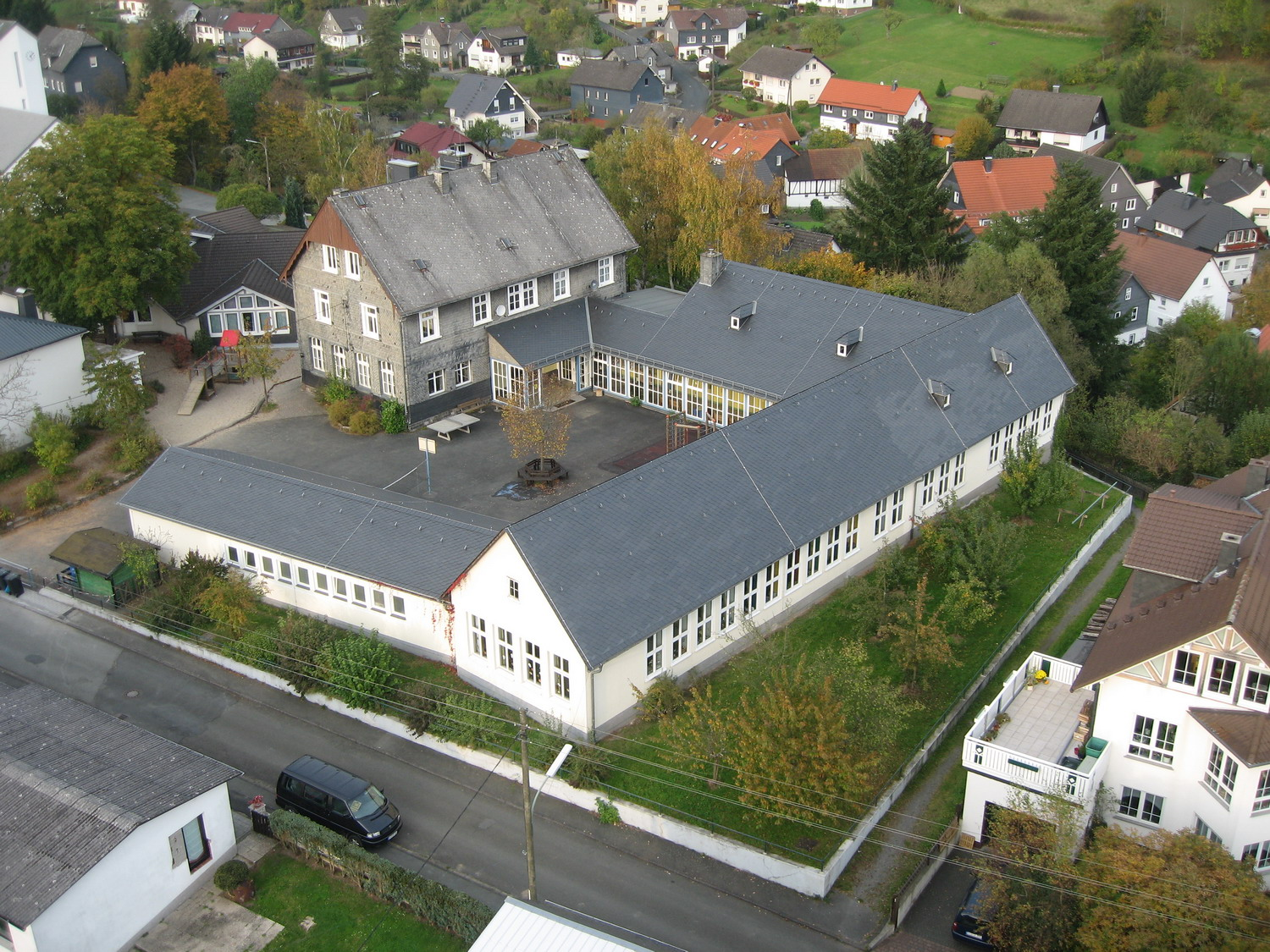
Grundschule Niederlaasphe

Niederlaasphe verfügt über eine Grundschule, sie ist ein Teilstandort der Städtischen Grundschule Bad Laasphe.

## Persönlichkeiten
- Markus Schäfer (* 1965; aufgewachsen in Niederlaasphe), Vorstand Konzernforschung und Mercedes-Benz Cars Entwicklung bei Mercedes-Benz, Aufsichtsratsvorsitzender Mercedes-Benz Grand Prix Ltd.